# Thoriu
Thoriul este un element chimic natural radioactiv cu numărul atomic 90 și simbol chimic Th, ce se găsește în natură (izotopul său cel mai stabil 232Th, care are un timp de înjumătățire de peste 14 miliarde de ani). A fost descoperit de minerologul norvegian Morten Thrane Esmark (1801 - 1882) în 1828, în Norvegia, lângă Brevig și identificat de chimistul suedez Jöns Jacob Berzelius. Numele de thoriu este o referință la Thor, zeul războiului în mitologia scandinavă. Thoriul este considerat a fi combustibilul nuclear al viitorului.  Canada, China, Germania, India, Olanda, Regatul Unit și S.U.A au făcut numeroase experimente utilizând thoriul combustibil nuclear substituent. Mai puțin radioactiv decât uraniul, thoriul poate fi exploatat în cariere de suprafață, iar acest lucru are un impact minim asupra mediului și costuri relativ reduse de valorificare. Cantitatea estimată de thoriu din scoarța terestră este de trei până la patru ori mai mare decât cea a uraniului. Principalul minereu din care se extrage thoriul este monazitul.

Thoriu

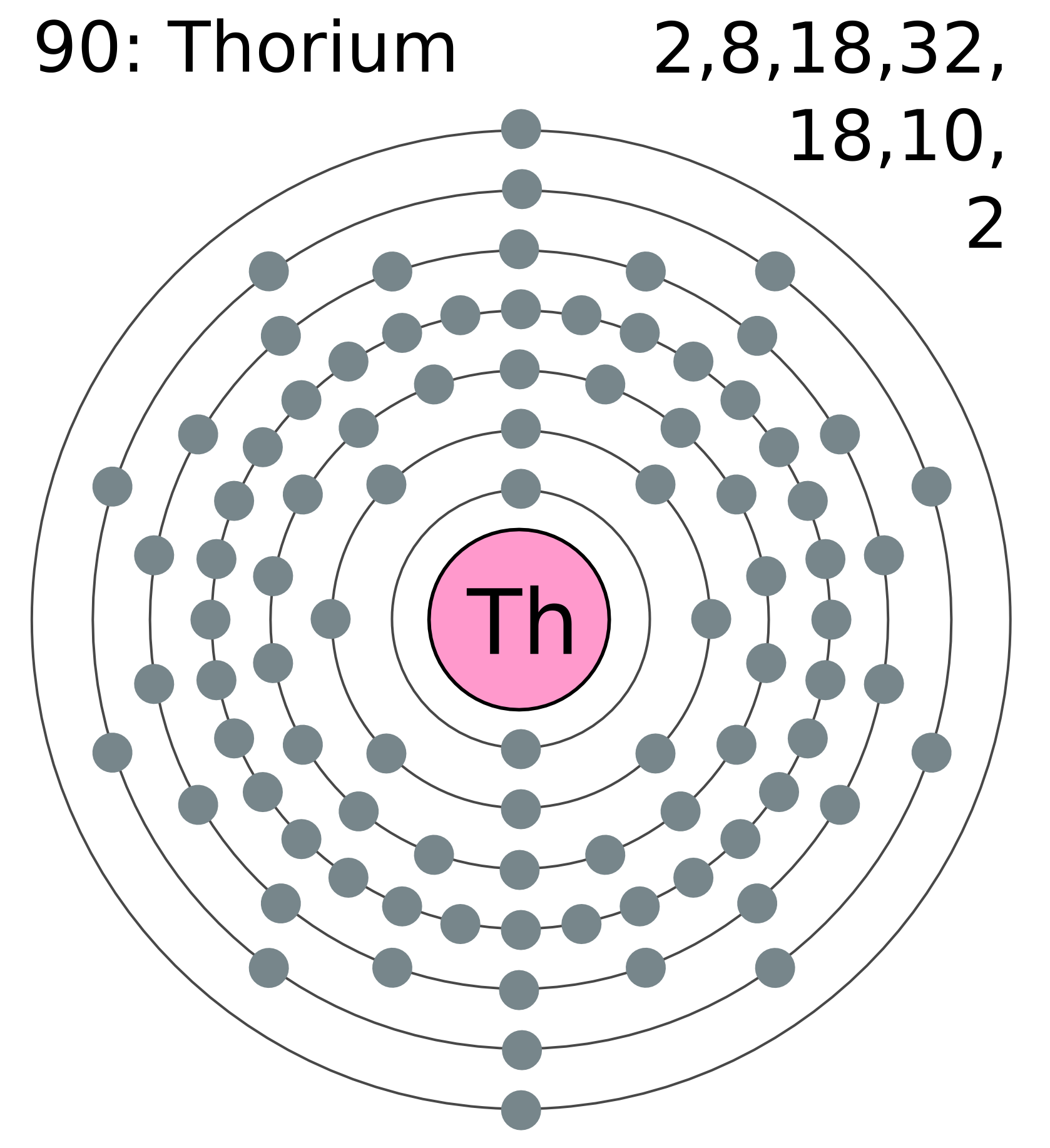
Configurația electronică a atomului de thoriu

## Caracteristici

### Proprietăți fizice

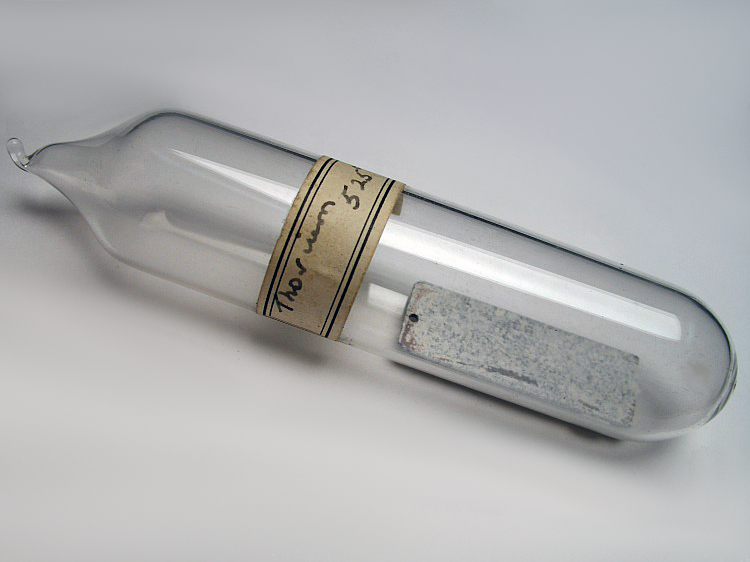
Thoriu
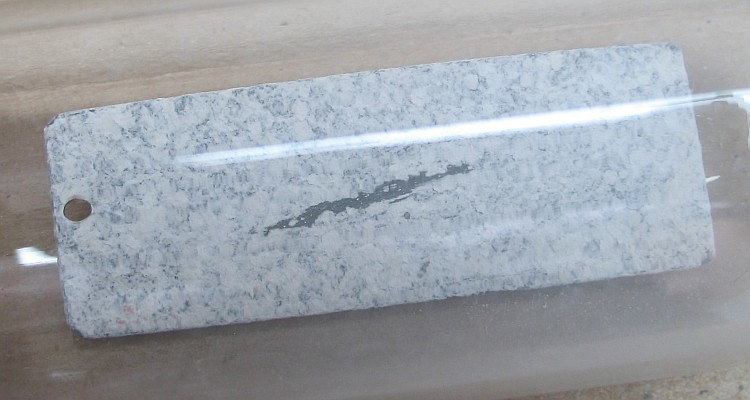
Thoriu

Thoriul pur este un metal alb argintiu, care este stabil în aer uscat și își păstrează luciul metalic pentru mai multe luni. Atunci când este adus în mediu umed și bogat în oxigen, începe să se oxideze, devenind treptat cenușiu, apoi negru. Proprietățile fizice se alterează în funcție de gradul de oxidare al metalului. Thoriul pur este moale, foarte ductil, putând fi laminat la rece. Pulberile metalice de thoriu sunt piroforice.

### Proprietăți chimice
În urma „arderii” thoriului în reactorul nuclear, nu rezultă plutoniu 239, element radioactiv obținut din uraniu și întrebuințat la fabricarea bombei atomice. În urma dezintegrării nucleare a thoriului rezultă un gaz nobil și radioactiv, radonul (Rn).

### Minereuri de thoriu

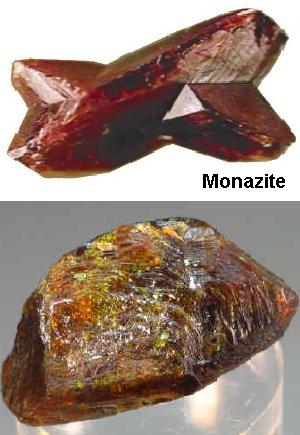
Monazit
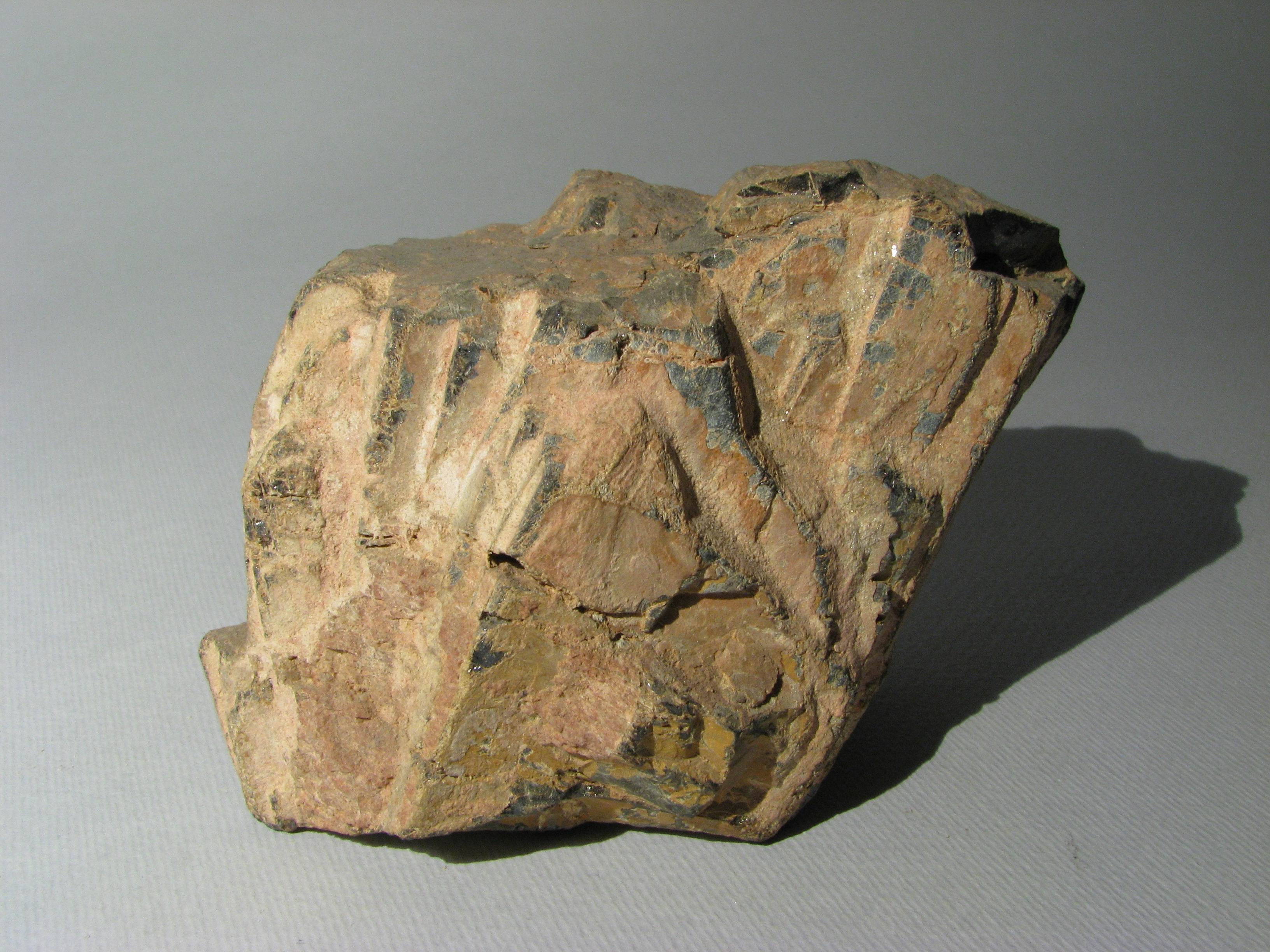
Euxenit
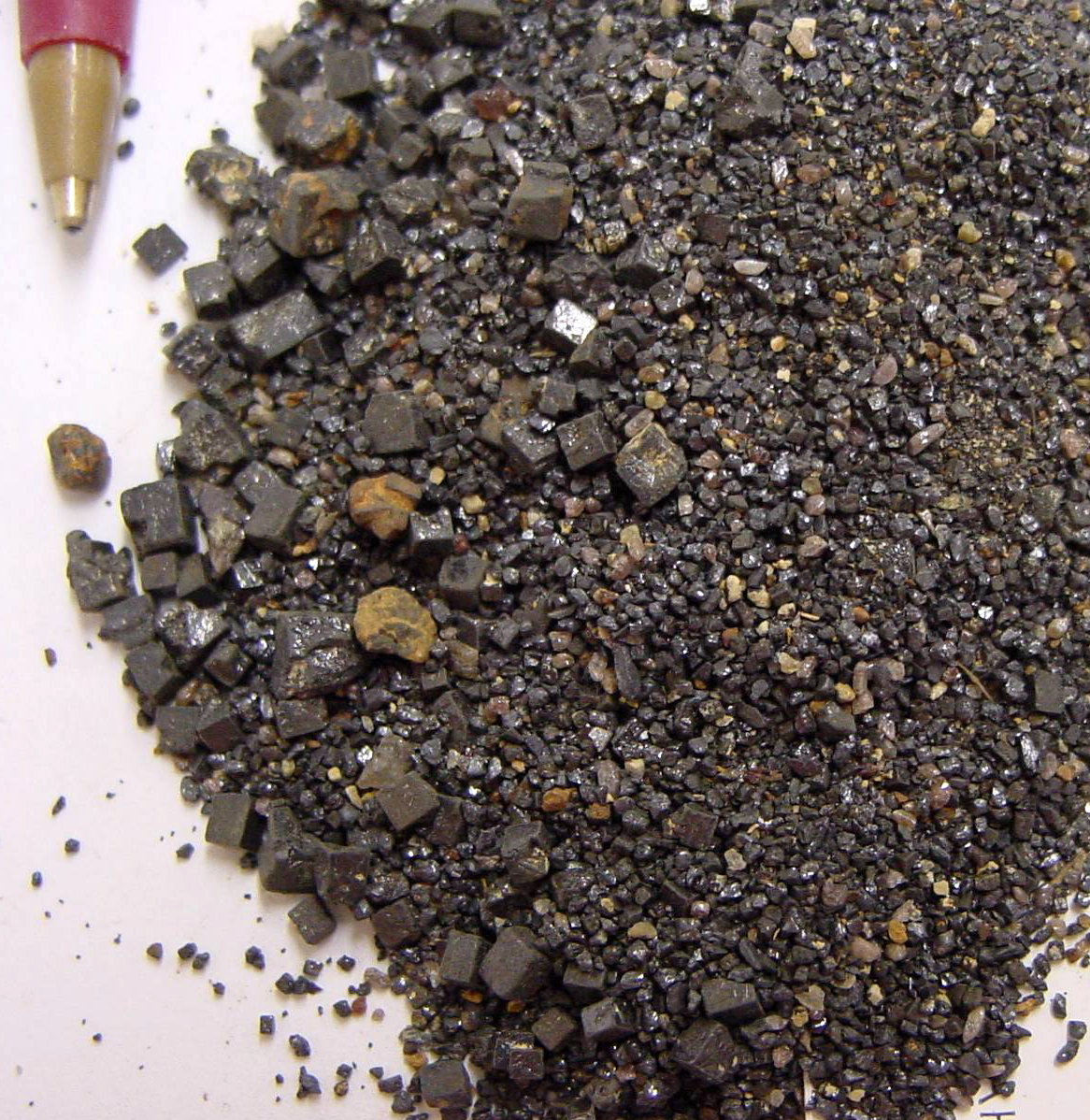
Thorianit
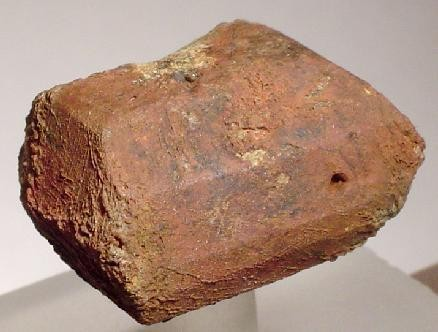
Thorit

## Pericol și impact asupra sănătății
Pulberea metalică de thoriu este piroforică și se aprinde spontan în aer. În mod natural, timpul de înjumătățire al thoriului este foarte lung, iar radiațiile alfa emise de o cantitate foarte mică din acest metal nu pot penetra pielea umană.  Expunerea la thoriu pe o perioadă lungă de timp poate cauza cancer. Această perioadă poate dura până la 30 de ani de la contactul sau ingestia unei cantități foarte mici de thoriu, pentru ca simptome să se manifeste.